# Keltský kříž

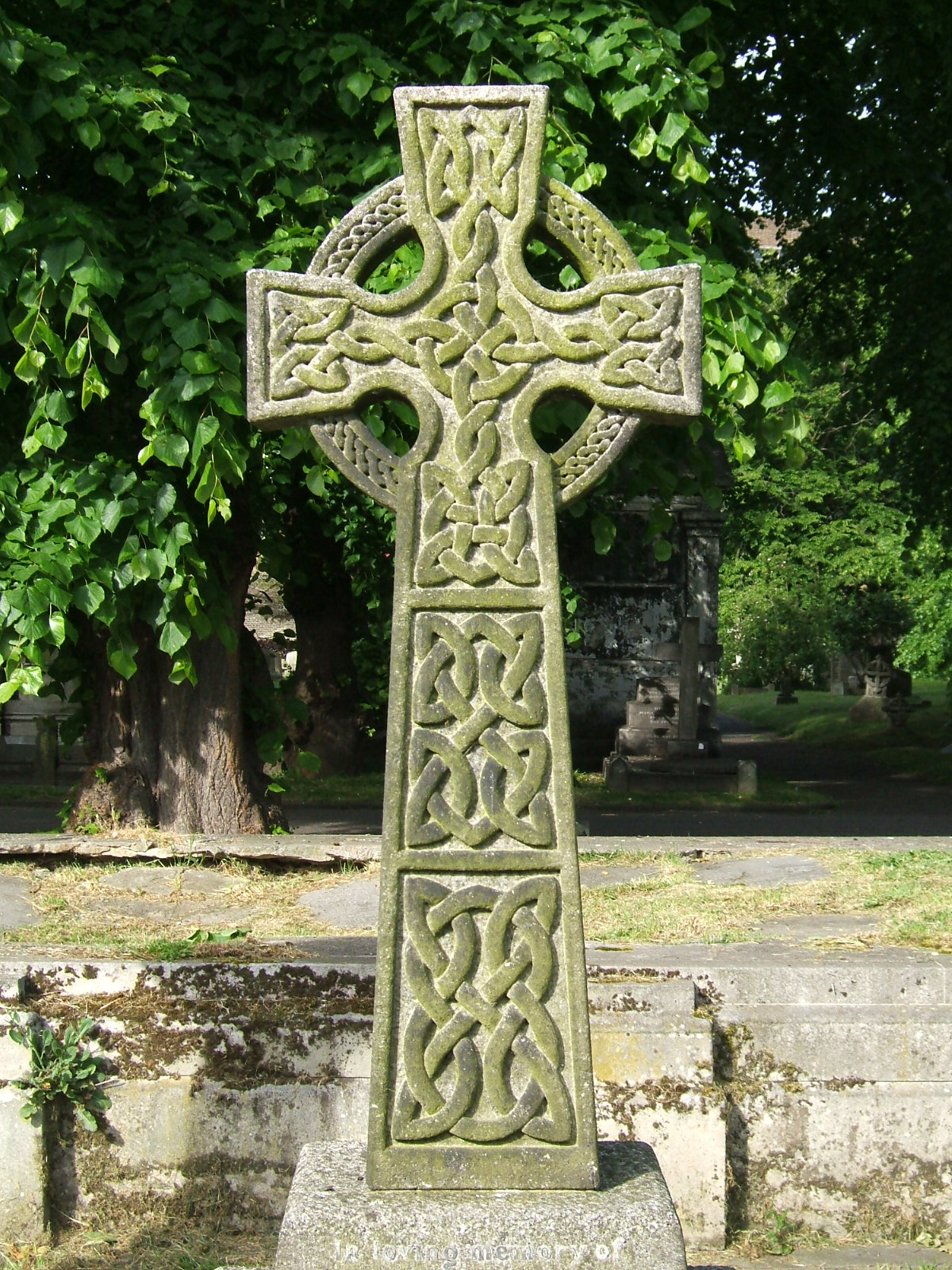
Keltský kříž na hřbitově v Londýně

Keltský kříž (irsky Cros Cheilteach, v skotské gaelštine: crois Cheilteach, v manštine: crosh Cheltiagh, velšsky Croes Geltaidd, v corništine: crows geltek, v bretonštine: kroaz geltek) je symbol, který kombinuje kříž s kroužkem kolem průsečíku. V keltském křesťanském světě byl zkombinovaný s křesťanským křížem a tento návrh byl často používán pro vysoké kříže – volně stojící kříže z kamene a často bohatě zdobené, obvykle propletencemi a dalšími motivy z uměleckých námětů; staly se populárními pro pohřební památníky a také na další použití; byly rozšířeny i mimo britské ostrovy.

## Typy keltského kříže

nejčastěji zobrazovaná podoba keltského kříže
rovnoramenný keltský kříž
kříž zdobený propletenci
rovnoramenný zdobený triquetrami

## Katolické použití

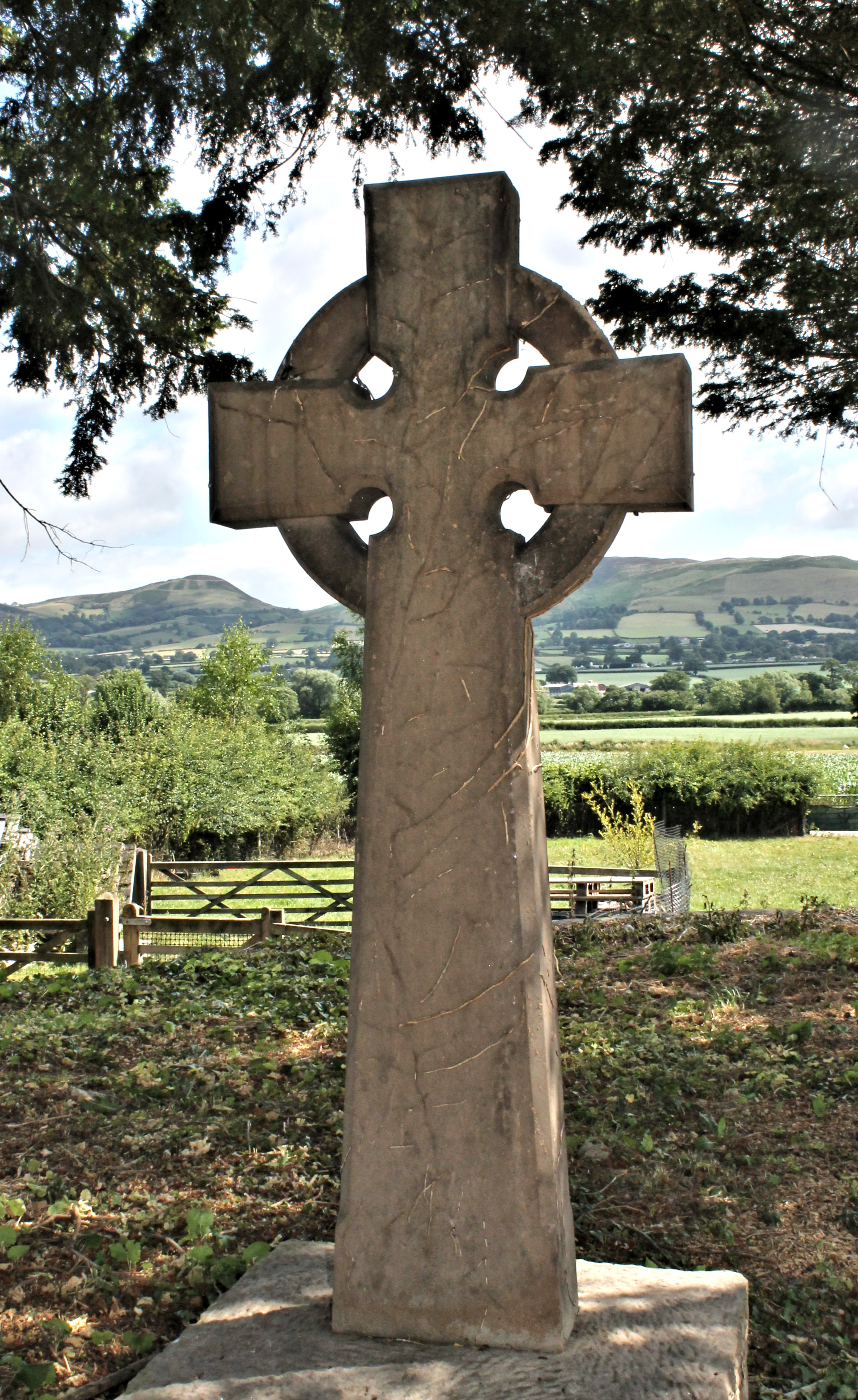
Vysoký kříž v severním Walesu

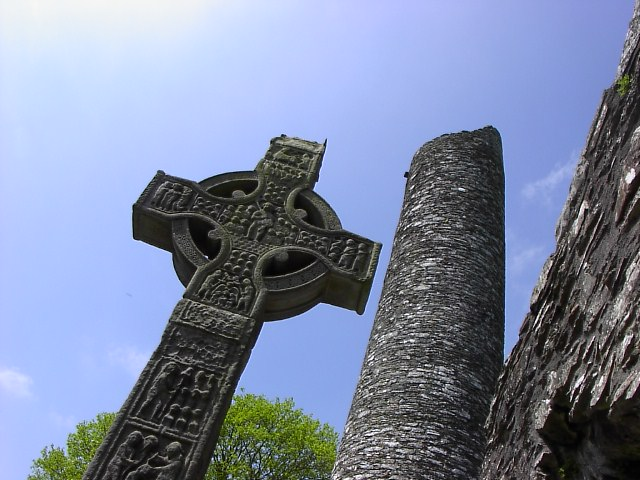
Vysoký kříž v Irsku

V Irsku je rozšířená pověst, že keltský kříž byl zaveden sv. Patrikem, popřípadě sv. Declanem během jejich pobytu na Irském ostrově za účelem konverze místní, pohanské populace. Tvrdilo se, že keltský kříž vznikl spojením křesťanského kříže se slunečním křížem. Jeden z možných důvodů tohoto spojení mělo symbolizovat Ježíšovu nadvládu nad pohanskými božstvy (slunce-častý symbol pohanských bohů). Jiná interpretace tohoto spojení je zcela obrácená. Sv. Patrik údajně propojil symboly, aby pohanským následovníkům ukázal důležitost symbolu kříže skrze životodárné vlastnosti slunce.

Irské kříže se stavily v podobě vysokých kamenných monumentů, které se částečně podobaly menhirům, které byly v minulosti často používány Kelty k náboženským rituálům. První kříže se začaly vyskytovat kolem 8. století nebo o něco dříve. První verze byly stavěny i v dřevěných a železných podobách. Irské kříže byly menší a méně masivní než jejich anglosaské ekvivalenty, které nejspíše potřebovaly kruhovou podporu kvůli stabilitě kříže.

## Kontinentální Evropa
Kříže s kruhovou symbolikou slunce se vyskytují i na různých místech v Evropě, převážně ve Francii a Galicii.